# Arthur Laumann
Arthur Laumann (* 4. Juli 1894 in Essen; † 18. November 1970 in Münster) war ein deutscher Offizier der Fliegertruppe und erzielte 26 bestätigte Abschüsse im Ersten Weltkrieg.

## Leben

### Erster Weltkrieg
Der Sohn eines Fabrikanten ergriff nach dem Besuch der Volksschule in Essen den Beruf eines Kaufmanns. Mit Ausbruch des Ersten Weltkriegs meldete er sich am 2. August 1914 als Kriegsfreiwilliger und wurde dem 3. Rheinischen Feldartillerie-Regiment Nr. 83 zugeteilt, mit dem er dann an die Front kam.
Auf eigenen Wunsch wurde er am 15. August 1917 zur Fliegertruppe kommandiert und zum Flugzeugführer ausgebildet. Anfangs wurde er als Aufklärungsflieger eingesetzt, konnte aber bald seine Versetzung zur Jagdstaffel 66 durchsetzen, die von Rudolf Windisch geführt wurde. Den ersten Luftsieg errang er am 27. Mai 1918 über einen französischen SPAD-Zweisitzer. Zur selben Zeit musste Rudolf Windisch brennend in Frankreich notlanden. Im Gebiet von Château-Thierry schoss Laumann etliche gegnerische Flugzeuge ab. Nachdem Windischs Nachfolger gefallen war, übernahm Laumann die Jagdstaffel 66, bis er zum Führer der Jagdstaffel 10 bestellt wurde. Im Juni 1917 wurde das Jagdgeschwader 1 aus den Jagdstaffeln 4, 6, 10 und 11 aufgestellt. Alle vier Staffeln operierten unter dem Kommando Manfred Albrecht Freiherr von Richthofens. Als letztem Angehörigen des Jagdgeschwaders 1 wurde Leutnant Laumann am 25. Oktober 1918 der Orden Pour le Mérite verliehen. Am letzten Kampftag der Jagdstaffel 10, dem 4. November 1918, schoss er seinen 26. Gegner ab. Häufig wurden von ihm einsitzige Flugzeuge des Herstellers Fokker, Typ D.VII geflogen. Als Erkennungszeichen trugen diese die schwarzgeschriebenen Lettern AL an den Längsseiten.

### Zwischenkriegsjahre
Nach Kriegsende erfolgte seine Rückversetzung in sein Stammregiment, wo er ab August 1919 zunächst beurlaubt und schließlich am 31. Dezember 1920 aus dem aktiven Dienst verabschiedet wurde. Er arbeitet in den kommenden Jahren wieder in seinem erlernten Beruf und betätigte sich ab Juli 1932 als Flieger-Referent bei der SA-Gruppe Niederrhein. Ab 24. August 1932 war er SA-Standartenführer. Mit der Machtergreifung der Nationalsozialisten folgte im März 1933 seine Ernennung zum Führer der Flieger-Landesgruppe VI Rheinland des Deutschen Luftsportverbandes. Laumann trat dann am 1. April 1935 als Major in die Luftwaffe ein und fungierte als Kommandeur der Luftgau-Reserve 12. Außerdem war er Staffelkapitän, später vom 1. April 1937 bis 31. Juli 1938 Kommandeur der II. Gruppe des Jagdgeschwaders 132. In dieser Stellung hatte man Laumann am 1. August 1937 zum Oberstleutnant befördert.

### Zweiter Weltkrieg
Nach dem Beginn des Zweiten Weltkriegs entsandte man Laumann am 5. September 1939 an die Gesandtschaften in Belgrad und Athen, wo er als Luftattache eingesetzt und am 1. Januar 1940 zum Oberst befördert wurde. Von diesem Posten erfolgte am 28. Mai 1941 seine Abberufung und die Kommandierung zur Einweisung zum Flughafenbereichs-Kommandanten 3/VIII sowie am 14. Januar 1942 die Ernennung zum Flughafenbereichs-Kommandant 6/XVII. Laumann wurde dann am 20. September 1943 in die Führerreserve versetzt und am 1. März 1945 unter gleichzeitiger Beförderung zum Generalmajor in den Ruhestand verabschiedet.

### Familie
Laumann war ein leidenschaftlicher Jäger und Hundefreund sowie einmal verheiratet. Seine Frau Maria, geb. von Benninghofen, gebar ihm zwei Kinder: einen Sohn Horst und eine Tochter Ilse. Beide Kinder waren ebenfalls der Fliegerei verbunden. Sein Sohn Horst Laumann wurde im Zweiten Weltkrieg über Zagreb abgeschossen und dort beigesetzt. Seine Tochter Ilse Stecher, geb. Laumann, verstarb 1979 in Plettenberg-Ohle. Die Frau Arthur Laumanns, Maria Laumann, starb 1981 ebenfalls in Plettenberg-Ohle. Beide Frauen wurden neben Arthur Laumann beigesetzt, der am 18. November 1970 in Münster starb. Er wurde auf dem Waldfriedhof in Plettenberg-Ohle beigesetzt.

## Auszeichnungen
- Eisernes Kreuz (1914) II. Klasse am 8. Februar 1916
- Preussisches Militär-Flugzeugführer-Abzeichen am 18. Mai 1918
- Eisernes Kreuz (1914) I. Klasse am 17. Juli 1918
- Ritterkreuz des Königlichen Hausordens von Hohenzollern mit Schwertern am 7. September 1918
- Pour le Mérite am 25. Oktober 1918
- Flugzeugführerabzeichen am 15. Dezember 1936
- Kriegsverdienstkreuz (1939) II. Klasse mit Schwertern
- Ritterkreuz des Ordens vom Römischen Adler im Jahre 1942
- Orden vom Eisernen Dreiblatt 1. Klasse (Kroatien)
- Orden der Krone König Zvonimirs 1. Klasse mit Schwertern
- Orden des Weißen Adlers (Serbien) 3. Klasse
- Kroatisches Flugzeugführerabzeichen